# 白银高新技术产业开发区
白银高新技术产业开发区位于甘肃省白银市，于1991年经甘肃省人民政府批准成立，2001年10月12日，白银市人民政府与中国科学院高技术局签订协议，共同组建中科院白银高技术产业园区。2002年7月3日，白银高新技术产业园区正式奠基，规划面积达8.05平方千米。2006年7月，被省政府批准升格为省级高新开发区。2010年9月26日，被中华人民共和国国务院批复为白银国家高新技术产业开发区。